# Thelairodrino potina
Thelairodrino potina är en tvåvingeart som först beskrevs av Charles Howard Curran 1927.  Thelairodrino potina ingår i släktet Thelairodrino och familjen parasitflugor. Inga underarter finns listade i Catalogue of Life.